# Rihei Sano
Rihei Sano (japonsko 佐野 理平), japonski nogometaš, * 21. september 1912, Šizuoka, Japonska, † 26. marec 1992.
Za japonsko reprezentanco je odigral dve uradni tekmi.